# Aloe tenuior
Aloe tenuior es una especie de planta suculenta de la familia de los aloes. Es originaria de Sudáfrica.

## Descripción
Son plantas que alcanza un tamaño de 1-3 m de altura, tallos sin hojas por debajo del penacho laxo apical de las hojas. Tiene unas 12 a 20 hojas por tallo, erguidas, delgadas y ligeramente carnosas, de 100-190 x 10-18 mm, de color verde glauco. La inflorescencia es simple, en forma de racimo, con brácteas estrechamente deltoides-acuminadas. Las flores de color amarillo limón a  escarlata, cilíndricas, de 10-19 mm de largo, la boca ligeramente ampliada.

## Distribución y hábitat
Esta especie se encuentra en Mpumalanga, KwaZulu-Natal y la Provincia del Cabo Oriental y Occidental y se encuentra en campo abierto en suelos arenosos con Encephalartos longifolius, pastos, malezas, varios miembros de la familia Mesembryanthemaceae y otras pequeñas suculentas. Rara vez se presenta en el valle de la sabana.
Aloe tenuior  se diferencia de Aloe ciliaris en que la base de las hojas no son en absoluto auriculadas, y las anteras y el estilo son exertos. Las flores de A. tenuior son algo menores que los de A. ciliaris. En Aloe striatula los racimos son densos, y las flores son curvas y el doble que las de A. tenuior.

## Taxonomía
Aloe tenuior fue descrita por Adrian Hardy Haworth y publicado en Philos. Mag. J. 67: 281, en el año 1825.
Etimología
Ver: Aloe
tenuior: epíteto latino que significa "el más esbelto".
Sinonimia
- Aloe tenuior var. decidua Reynolds
- Aloe tenuior var. densiflora Reynolds
- Aloe tenuior var. glaucescens Zahlbr.
- Aloe tenuior var. rubriflora Reynolds
- Aloe tenuior var. viridifolia van Jaarsv.	[6][2]